# Cheakamus Indian Reserve 11
Cheakamus Indian Reserve11 är ett reservat i Kanada.   Det ligger i provinsen British Columbia, i den sydvästra delen av landet, 3 500 km väster om huvudstaden Ottawa.
I omgivningarna runt Cheakamus Indian Reserve11 växer i huvudsak blandskog. Runt Cheakamus Indian Reserve11 är det ganska tätbefolkat, med 166 invånare per kvadratkilometer.